# Mỹ Xuyên Vương
Mỹ Xuyên Vương (mất 331, trị vì 300–331) là quốc vương thứ 15 của Cao Câu Ly, vương quốc cực bắc trong Tam Quốc Triều Tiên.

## Bối cảnh lên ngôi
Ông là cháu của vị quốc vương thứ 13 tức Tây Xuyên Vương, và là con của Cao Đốt Cố (Go Dol-go), người đã bị anh trai mình, quốc vương thứ 14 tức Phong Thượng Vương bức hại.
Mỹ Xuyên Vương chạy trốn và bảo toàn được tính mạng. Ông sống ẩn dật trong thân phận một lao động hợp đồng và một người buôn muối, và được tôn làm quốc vương sau khi các cận thần lật đổ Phong Thượng Vương. Các câu truyện về cuộc sống ẩn dật của ông trước khi trở thành vua được ghi trong Tam quốc sử ký. Ông được cho là đã làm gia nhân cho một lãnh chúa địa phương, và phải ném đá vào ao suốt đêm, để khiến lũ ếch yên tĩnh. Ông đã trốn thoát và gặp một người buôn muối, và phải đối mặt với nhiều khó khăn trong quá trình đi bán muối.
Trong khi đó, Phong Thượng Vương ngày càng không được lòng dân, triều thần do Tể tướng Thương Trợ Lợi (Chang Jo-Ri) lãnh đạo đã tiến hành chính biến lật đổ Phong Thượng Vương và đưa Mỹ Xuyên Vương lên ngai vàng.

## Trị vì
Mỹ Xuyên Vương đã liên tục phát triển quân đội Cao Câu Ly trở thành một đội quân rất hùng mạnh. Nhân sự tan rã của nhà Tấn, ông đã mở mang lãnh thổ Cao Câu Ly đến bán đảo Liêu Đông và các quận khác của Trung Quốc. Chiến dịch quân sự đầu tiên của ông là vào năm 302, chống lại Huyền Thổ quận. Ông sáp nhập Lạc Lãng quận vào năm 313 và Đái Phương quận vào năm 314 sau khi tấn công Tây An Bình (西安平; Seoanpyeong, gần Đan Đông ngày nay) tại Liêu Đông.
Dưới thời Mỹ Xuyên Vương trị vì, Cao Câu Ly phải đối mặt với ảnh hưởng ngày càng tăng của Tiên Ti ở phía tây, đặc biệt là việc Mộ Dung Bộ (慕容部) xâm nhập Liêu Đông. Mỹ Xuyên Vương đã liên minh với các bộ tộc Tiên Ti khác nhằm chống lại Mộ Dung Bộ song đã không thành công. Năm 319, tướng Cao Câu Ly là Như Nô Tử (여노자, 如奴子, Yeo Noja) đã bị Mộ Dung Bộ bắt giữ. Trong suốt khoảng thời gian này, Cao Câu Ly và quân Mộ Dung Bộ đã tấn công các vị trí của đối phương tại Liêu Đông, song cả hai đều không thể giành được một chiến thắng lâu dài.

## Qua đời và kế vị
Mỹ Xuyên Vương qua đời năm 331. Năm thứ 12 dưới thời trị vì của Cố Quốc Nguyên Vương, hài cốt của ông bị quân xâm lược Hậu Yên đào bới và đòi chuộc.